# Bloomfield Township (Crawford County, Pennsylvania)
Bloomfield Township is een township van Crawford County in de Amerikaanse staat Pennsylvania. In 2010 telde de plaats 1.919 inwoners.

## Geografie
Het township heeft een oppervlakte van 99,0 km², waarvan 0,8 km² bestaat uit oppervlakte water. Er liggen drie gemeentevrije gebieden binnen de grenzen van het township, namelijk Lincolnville, Riceville en Canadohta Lake.

## Demografie
Volgens de volkstelling van het jaar 2000 telde Bloomfield Township 2.051 inwoners, hiervan leefde 13,3% onder de armoedegrens. Het per capita jaarinkomen bedroeg $15.303. De etnische opbouw was als volgt:
- Blanken: 99,12%
- Afro-Amerikanen: 0,24%
- Indianen: 0,05%
- Aziaten: 0,05%
- Hispanics: 0,34%
- Twee of meer etniciteiten: 0,54%

In 2010 waren er nog 1.919 inwoners, in tien jaar tijd is de totale bevolking gedaald met 70 mensen.